# Parafia św. Michała Archanioła w Sokolinie
Parafia świętego Michała Archanioła w Sokolinie – parafia rzymskokatolicka, znajdująca się w diecezji kieleckiej, w dekanacie wiślickim.